# Cnemidanomia
Cnemidanomia is een geslacht van halfvleugeligen uit de familie Aphrophoridae. De wetenschappelijke naam van dit geslacht is voor het eerst geldig gepubliceerd in 1932 door Kusnezov.

## Soorten
Het geslacht Cnemidanomia  is monotypisch en omvat slechts de volgende soort:
- Cnemidanomia ussuriensis Kusnezov, 1932